# كريستوف كالفو
كريستوف كالفو هو سياسي بلجيكي، ولد في 30 يناير 1987 في بلجيكا. حزبياً، نشط في غرون. وقد انتخب عضو مجلس النواب من بلجيكا عن دائرة أنتفيرب وقد انضم خلال فترته النيابية ‏ للكتلة البرلمانية Ecolo-Groen ‏.

## وصلات خارجية
- الموقع الرسمي